# Dercas
Dercas é um género de borboletas da família Pieridae encontrada no sudeste da Ásia.

## Espécies
Listados por ordem alfabética:
- Dercas enara Swinhoe, 1899
- Dercas gobrias Hewitson, 1864
- Dercas lycorias (Doubleday, 1842)
- Dercas nina Mell, 1913
- Dercas verhuelli (Hoeven, 1839)